# N'oublie pas que tu m'aimes
Pour plus de détails, voir Fiche technique et Distribution.
N'oublie pas que tu m'aimes est un téléfilm français réalisé par Jérôme Foulon, et diffusé en 1999.

## Synopsis
une jeune femme devint amnesique suite d'un accident de voiture et ne souvient plus de son epoux.

## Fiche technique
- Réalisation : Jérôme Foulon
- Scénario : Alexandre Demant
- Musique : Alexandre Desplat
- Décors : Marc Flouquet
- Costumes : Delphine Bernard
- Photographie : Jean-Claude Larrieu
- Son : Dominique Levert
- Montage : Sophie Bousque-Foures
- Production : Marc Chayette
- Durée : 82 minutes
- Pays :  France
- genre : Comédie sentimentale

## Distribution
- Sophie Duez : Ariane Poubasso
- Christian Charmetant : Julien Poubasso
- Caroline Tresca : Claire
- Pierre-Jean Chérit : Tom Poubasso
- Éric Boucher : Renaud
- Guilaine Londez : Sandrine
- Jean-Marie Juan : Paul
- Élisabeth Commelin : Louise
- Nadine Alari : Monique